# جین هالووی
جین هالووی (انگلیسی: Jean Holloway؛ ۱۶ آوریل ۱۹۱۷ – ۱۱ نوامبر ۱۹۸۹) فیلم‌نامه‌نویس اهل ایالات متحده آمریکا بود.
از فیلم‌هایی که وی در آن‌ها نقش داشته‌است، می‌توان به تعطیلات تابستانی، مادام اکس، هاکلبری فین، پیتون پلیس و تا زمانی که ابرها کنار بروند اشاره نمود.